# Jóháza
Jóháza (Prislop), település Romániában, a Partiumban, Máramaros megyében.

## Fekvése
Nagybányától délre, a Tapor hegy alatt fekvő település.

## Története
Jóháza, Priszlop nevét 1405-ben említette először oklevél Pryzlop néven.
1424-ben Prizloph, 1475-ben Prezlop, 1566-ban és 1603-ban Priszlop, 1639-ben Kis Bony, 1647-ben Kis Bon, 1733-ban Prilob (Prislop), 1808-ban Bunn, 1913-ban Jóháza néven írták.
Jóháza eleitől fogva a kővári uradalomhoz tartozott.
1647-ben I. Rákóczi György birtoka volt.
A 18. század végén a gróf Teleki család kapta és az övék volt a 19. század közepéig.

## Nevezetességek
- Görögkatolikus temploma - 1896-ban épült.